# Jean Ravy
Jean Ravy fut l'un des architectes de la Cathédrale Notre-Dame de Paris de 1318 à 1344.

## Biographie

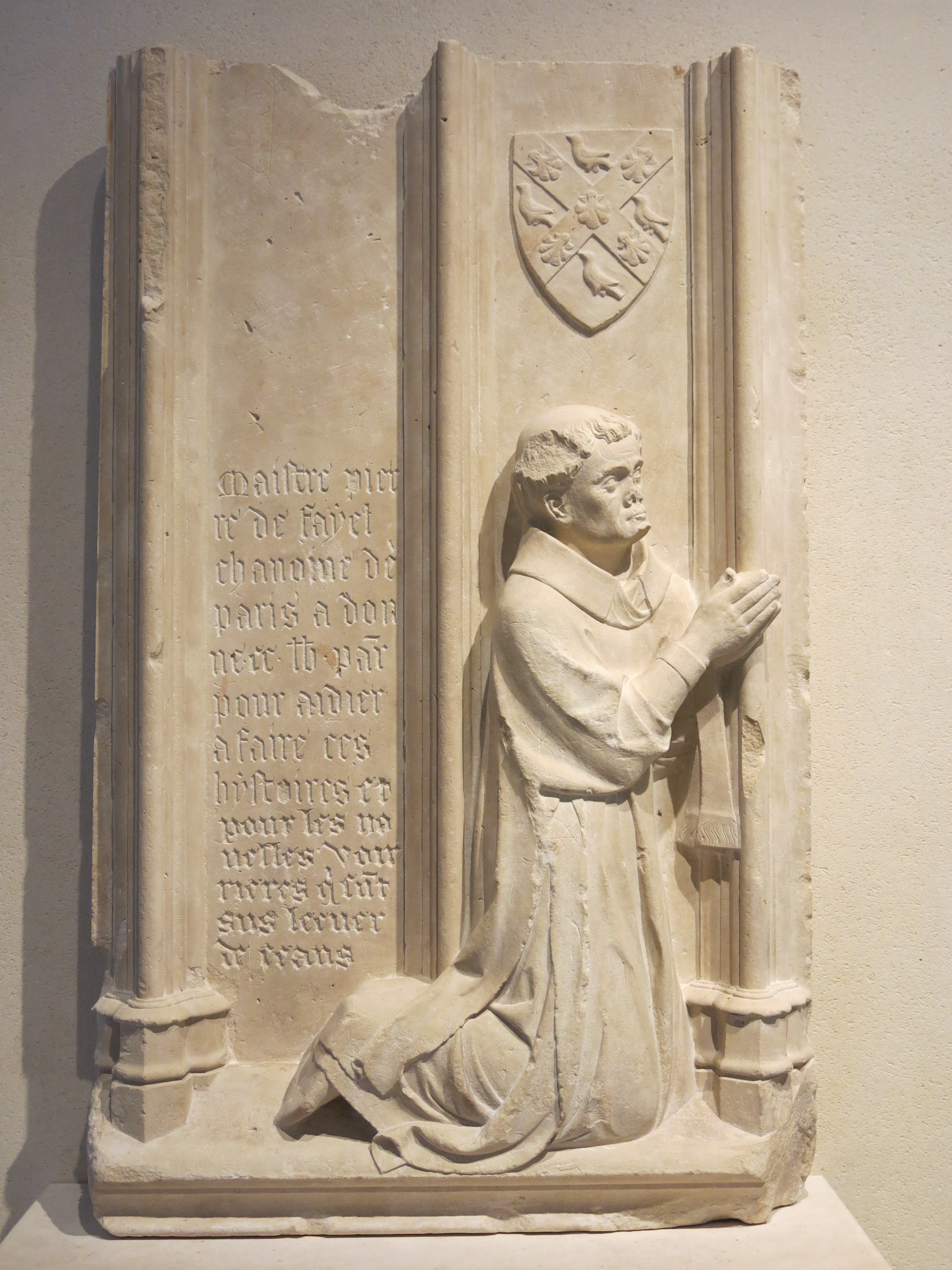
Pierre de Fayel chanoine de Paris par Jean Ravy provenant de la clôture du choeur de la cathédrale Notre-Dame de Paris.

Il termina les chapelles du chevet, laissées inachevées par son prédécesseur Pierre de Chelles.
Il commença la construction des arcs-boutants du chœur, d'une portée de 15 mètres. Il débuta également la réalisation de la clôture du chœur.
En 1344, son neveu Jean le Bouteiller lui succéda.